# گهوجلای
گهوجلای (به انگلیسی: Ghojalai) یک منطقهٔ مسکونی در پاکستان است که در خیبر پختونخوا واقع شده‌است. گهوجلای ۸۵۳ متر بالاتر از سطح دریا واقع شده‌است.